# Dumont (Iowa)
Dumont è un comune degli Stati Uniti d'America, situato nello Stato dell'Iowa, nella contea di Butler.